# Deutsches Märchenbuch
Deutsches Märchenbuch ist der Titel einer Märchensammlung von Ludwig Bechstein, die von 1845 bis 1857 erschien. Ab der 12. Auflage von 1853 erschien es illustriert als Ludwig Bechstein's Märchenbuch. Ab 1856 erschien daneben Bechsteins Neues deutsches Märchenbuch.
Bechsteins Vorwort zur Ausgabe von 1845 gibt eine Abgrenzung der Begriffe Märchen, Sage, Legende und Mythe, deren letztere er aus dieser Sammlung ausschloss. Er habe seine Quellen in alten Schriften und mündlicher Überlieferung gefunden, aber auch Hilfe bei deren Überarbeitung angenommen. Die Märchen waren in der Erstauflage von 1845 mit kurzen Eingangsnotizen zur Herkunft versehen. Später wurde die Reihenfolge geändert, einige Texte wurden ersetzt.

## Einflüsse
Mindestens neun Märchen gehen auf Bechsteins Gewährsfrau Wilhelmine Mylius zurück. Folgende übernahm er offenbar aus Grimms Märchen: Nr. 1 Vom tapfern Schneiderlein, Nr. 2 Das Märchen von den sieben Schwaben, Nr. 4 Die Probestücke des Meisterdiebes, Nr. 8 Hänsel und Gretel (nach Gubitz), Nr. 9 Das Rotkäppchen, Nr. 12 Gevatter Tod, Nr. 22 Hans im Glücke, Nr. 24 Die sieben Raben, Nr. 26 Das Tränenkrüglein, Nr. 27 Vom Hühnchen und Hähnchen, Nr. 38 Tischlein deck dich, Esel streck dich, Knüppel aus dem Sack, Nr. 41 Der Müller und die Nixe, Nr. 47 Die sieben Geißlein, Nr. 50 Das Märchen vom Schlaraffenland, Nr. 51 Schneeweißchen, Nr. 52 Das Dornröschen, Nr. 60 Der Wettlauf zwischen dem Hasen und dem Igel, Nr. 62 Aschenbrödel, Nr. 66 Der Wacholderbaum, Nr. 70 Das Märchen vom Ritter Blaubart, Nr. 74 Rupert, der Bärenhäuter, Nr. 80 Das Gruseln. Besonders ähnlich sind auch Nr. 28 Die Kornähren (bei Grimm Die Kornähre), Nr. 53 Schwan, kleb an (Die goldene Gans), Nr. 79 Das Rebhuhn (Die klare Sonne bringt’s an den Tag). Nr. 34 Der kleine Däumling, Nr. 70 Das Märchen vom Ritter Blaubart gehen auf Charles Perrault zurück.
Aus Antonius von Pforrs Das Buch der Beispiele der alten Weisen stammen Nr. 56 Das Mäuslein Sambar oder die treue Freundschaft der Tiere, Nr. 57 Der Mann und die Schlange, Nr. 58 Der Hahn und der Fuchs, Nr. 59 Die Lebensgeschichte der Maus Sambar, Nr. 75 Vogel Holgott und Vogel Mosam, Nr. 76 Von zwei Affen, Nr. 77 Von dem Wolf und den Maushunden, Nr. 78 Die Katze und die Maus (sowie in Bechsteins Neues deutsches Märchenbuch Nr. 37, 38, 39, 40, 41, 42, 43, 44).
Einige Texte (Nr. 6, 28, 29) übernahm Bechstein aus seinem Thüringen in der Gegenwart, andere aus Joseph von Laßbergs Liedersaal (Nr. 15, 20, 33, 79), Karl Müllenhoffs Sagen, Märchen und Lieder der Herzogthümer Schleswig, Holstein und Lauenburg (Nr. 17, 36, 39, 67), Zuccalmaglios und Kretzschmers Deutsche Volkslieder in ihren Originalweisen (Nr. 10, 21) und anderen Quellen.

## Wirkung
Bechsteins Märchen waren bis etwa um 1900 beliebter als Grimms Märchen. Beispielsweise Das Tränenkrüglein oder auch Das Märchen vom Ritter Blaubart wurden öfter nachgedruckt als Grimms Version. Maßgeblich für den Erfolg war wohl, das das Buch schon früh mit Bildern von Ludwig Richter ausgestattet war.

## Enthaltene Texte (Ausgabe letzter Hand, 1857)
- 1. Vom tapfern Schneiderlein (1845 Nr. 2)
- 2. Das Märchen von den sieben Schwaben (1845 Nr. 3)
- 3. Vom Schwaben, der das Leberlein gefressen (1845 Nr. 4)
- 4. Die Probestücke des Meisterdiebes (1845 Nr. 5)
- 5. Die verzauberte Prinzessin (1845 Nr. 6)
- 6. Der Teufel ist los oder das Märlein, wie der Teufel den Branntwein erfand (1845 Nr. 8)
- 7. Der Schmied von Jüterbog (1845 Nr. 9)
- 8. Hänsel und Gretel (1845 Nr. 11)
- 9. Das Rotkäppchen
- 10. Der alte Zauberer und seine Kinder (1845 Nr. 19)
- 11. Die Goldmaria und die Pechmaria (1845 Nr. 13)
- 12. Gevatter Tod (1845 Nr. 20)
- 13. Hirsedieb (1845 Nr. 14)
- 14. Der goldne Rehbock (1845 Nr. 17)
- 15. Vom Zornbraten (1845 Nr. 10)
- 16. Das Nußzweiglein (1845 Nr. 18)
- 17. Der Mann ohne Herz (ab 1853)
- 18. Der Richter und der Teufel (1845 Nr. 23)
- 19. Star und Badewännlein (1845 Nr. 21)
- 20. Die beiden kugelrunden Müller (1845 Nr. 22)
- 21. Die drei Federn (1845 Nr. 26)
- 22. Hans im Glücke (1845 Nr. 24)
- 23. Die schöne junge Braut (1845 Nr. 29)
- 24. Die sieben Raben (1845 Nr. 25)
- 25. Die drei Hochzeitsgäste (1845 Nr. 32)
- 26. Das Tränenkrüglein (1845 Nr. 27)
- 27. Vom Hühnchen und Hähnchen (1845 Nr. 31)
- 28. Die Kornähren (1845 Nr. 30)
- 29. Der Hase und der Fuchs (1845 Nr. 37)
- 30. Der beherzte Flötenspieler (1845 Nr. 35)
- 31. Der Hasenhüter und die Königstochter (1845 Nr. 38)
- 32. Das Märchen vom Mann im Monde (1845 Nr. 33)
- 33. Der König im Bade (1845 Nr. 40)
- 34. Der kleine Däumling (1845 Nr. 39)
- 35. Der Zauberwettkampf (1845 Nr. 43)
- 36. Oda und die Schlange (ab 1853)
- 37. Das Kätzchen und die Stricknadeln (1845 Nr. 52)
- 38. Tischlein deck dich, Esel streck dich, Knüppel aus dem Sack (1845 Nr. 41)
- 39. Siebenschön (ab 1853)
- 40. Die drei Musikanten (1845 Nr. 48)
- 41. Der Müller und die Nixe (1845 Nr. 50)
- 42. Goldener (1845 Nr. 46)
- 43. Des kleinen Hirten Glückstraum (1845 Nr. 45)
- 44. Des Königs Münster (1845 Nr. 54)
- 45. Die Hexe und die Königskinder (1845 Nr. 34)
- 46. Der Mönch und das Vögelein (1845 Nr. 61)
- 47. Die sieben Geißlein (1845 Nr. 56)
- 48. Des Hundes Not (1845 Nr. 55)
- 49. Die drei Hunde (1845 Nr. 67)
- 50. Das Märchen vom Schlaraffenland (1845 Nr. 57)
- 51. Schneeweißchen (1845 Nr. 60)
- 52. Das Dornröschen (1845 Nr. 63)
- 53. Schwan, kleb an (1845 Nr. 65)
- 54. Die sieben Schwanen (1845 Nr. 62)
- 55. Mann und Frau im Essigkrug (1845 Nr. 42)
- 56. Das Mäuslein Sambar oder die treue Freundschaft der Tiere (1845 Nr. 71)
- 57. Der Mann und die Schlange (1845 Nr. 72)
- 58. Der Hahn und der Fuchs (1845 Nr. 73)
- 59. Die Lebensgeschichte der Maus Sambar (1845 Nr. 74)
- 60. Der Wettlauf zwischen dem Hasen und dem Igel (ab 1853)
- 61. Zitterinchen (1845 Nr. 68)
- 62. Aschenbrödel (1845 Nr. 70)
- 63. Die drei Gaben (1845 Nr. 44)
- 64. Gott Überall (1845 Nr. 36)
- 65. Die Knaben mit den goldnen Sternlein (1845 Nr. 76)
- 66. Der Wacholderbaum (1845 Nr. 64 Vom Knäblein, vom Mägdlein und der bösen Stiefmutter)
- 67. Der weiße Wolf (ab 1853)
- 68. Bruder Sparer und Bruder Vertuer (1845 Nr. 75)
- 69. Goldhähnchen (1845 Nr. 78)
- 70. Das Märchen vom Ritter Blaubart (1845 Nr. 79)
- 71. Die drei dummen Teufel (1845 Nr. 81)
- 72. Die dankbaren Tiere (1845 Nr. 82)
- 73. Die vier klugen Gesellen (1845 Nr. 85)
- 74. Rupert, der Bärenhäuter (ab 1853)
- 75. Vogel Holgott und Vogel Mosam (1845 Nr. 82)
- 76. Von zwei Affen (1845 Nr. 87)
- 77. Von dem Wolf und den Maushunden (1845 Nr. 88)
- 78. Die Katze und die Maus (1845 Nr. 89)
- 79. Das Rebhuhn (1845 Nr. 12)
- 80. Das Gruseln (ab 1853)

## Texte, die in der Erstausgabe von 1845 noch enthalten waren
In der Erstauflage stand zu Anfang eine Allegorie, Des Märchens Geburt: Zwei Königskinder sind im prächtigsten Garten unglücklich, bis der Vogel Phantasie ihnen ein Ei bringt, das Märchen.
- Des Märchens Geburt
- Die Rosenkönigin
- Des Teufels Pate
- Die Jagd des Lebens
- Vom Hänschen und Gretchen, die in die roten Beeren gingen
- Der Schäfer und die Schlange
- Die drei Nüsse
- Fippchen Fäppchen
- Der Fuchs und der Krebs
- Das Märchen vom wahren Lügner
- Die Perlenkönigin
- Vom Knäblein, vom Mägdlein und der bösen Stiefmutter (vgl. Nr. 66 Der Wacholderbaum der Ausgabe letzter Hand)
- Der Garten im Brunnen
- Besenstielchen
- Helene
- Die Nonne, der Bergmann und der Schmied
- Die drei Bräute
- Die hoffärtige Braut
- Das goldene Ei
- Das Märchen von den sieben Schwaben (wie Nr. 2 der Ausgabe letzter Hand)
- Die verzauberte Prinzessin (wie Nr. 5 der Ausgabe letzter Hand)
- Die Königskinder (vgl. Nr. 45 Die Hexe und die Königskinder der Ausgabe letzter Hand)
- Die drei dummen Teufel (wie Nr. 71 der Ausgabe letzter Hand)

## Buchausgabe
- Ludwig Bechstein: Deutsches Märchenbuch, 2 Bände (Erstausgabe 1845), Georg Olms Verlag, Hildesheim / Zürich / New York, NY 2003, ISBN 3-487-11991-9 (Reprint der Ausgabe Kesselring, Hildburghausen 1835 und 1836).